# Geresik
Geresik is een bestuurslaag in het regentschap Tasikmalaya van de provincie West-Java, Indonesië. Geresik telt 4111 inwoners (volkstelling 2010).